# Deutscher Filmpreis/Bester ausländischer Film
Mit dem Deutschen Filmpreis in der Kategorie Bester ausländischer Film wurden von 1996 bis 2004 beim Deutschen Filmpreis nicht-deutsche Filme ausgezeichnet. Die Auswahl traf eine spezielle Jury, die nur den Preisträger in dieser Kategorie wählte. Als im Jahr 2005 die Wahl der Preisträger von den Mitgliedern der Deutschen Filmakademie übernommen wurde, wurde die Kategorie abgeschafft.

## Preisträger
| Jahr | Preisträger                            | Regie           |
| ---- | -------------------------------------- | --------------- |
| 1996 | Smoke                                  | Wayne Wang      |
| 1997 | Sinn und Sinnlichkeit                  | Ang Lee         |
| 1998 | Brassed Off – Mit Pauken und Trompeten | Mark Herman     |
| 1998 | Ganz oder gar nicht                    | Peter Cattaneo  |
| 1999 | Das Leben ist schön                    | Roberto Benigni |
| 2000 | Alles über meine Mutter                | Pedro Almodóvar |
| 2001 | In the Mood for Love                   | Wong Kar-wai    |
| 2002 | Die Klavierspielerin                   | Michael Haneke  |
| 2003 | The Hours – Von Ewigkeit zu Ewigkeit   | Stephen Daldry  |
| 2004 | Lost in Translation                    | Sofia Coppola   |